# دوگانه‌انگشتیان
دوگانه‌انگشتیان (نام علمی: Diplodactylinae) نام یک زیرخانواده از تیره دوگانه‌انگشتان است.